# جائزة بوليتزر عن فئة الخدمة العامة
جائزة بوليتزر عن فئة الخدمة العامة (بالإنجليزية: Pulitzer Prize for Public Service)‏ هي واحدة من أربعة عشر جائزة بوليتزر تقدمها سنويًا جامعة كولومبيا بنيويورك في الولايات المتحدة الأمريكية للصحافة. بدأ العمل بها رسميًا منذ البداية، أي منذ عام 1917، وتُمنح للتميز في تقديم الخدمات العامة عبر الصحف أو المواقع الإخبارية من خلال استخدام الموارد الصحفية، والتي قد تشمل على الافتتاحيات والرسوم الهزلية والصور الفوتوغرافية والرسومات والفيديو وغيرها من المواد على شبكة الإنترنت، ويمكن أن تقدم في شكل مطبوع أو عبر الإنترنت أو كليهما. وهي تُعد واحدة من الجوائز الأصلية القديمة التي افتتحت عام 1917 بسبعة جوائز، ولذلك يعود تاريخها إلى العام التالي لذلك، أي عام 1918، لعدم منحها بالعام الأول لانطلاقها. وبدءًا من عام 1980، بدأ الإعلان عن عملين آخرين دخلا التصفيات الأخيرة للجائزة، ليتم بذلك الإعلان عن الفائز إلى جانب أصحاب المركزين الآخرين.
تحظى هذه الجوائز، التي مولت في الأساس بمنحة من رائد الصحافة الأمريكي جوزيف بوليتزر بتقدير كبير. وتمنح جامعة كولومبيا الجوائز بتوصية من هيئة جوائز بوليتزر، المكونة من محكمين تعينهم الجامعة نفسها ويصل عدد الجوائز الممنوحة سنويًا إلى واحد وعشرين جائزة.

## وصلات خارجية
- الموقع الرسمي.
- الفائزين السابقين والمرشحين حسب الفئة.